# Invasions mongoles del Japó
Les invasions mongols del Japó de 1274 i 1281 van ser esdeveniments de gran importància macro-històrica malgrat que foren fracassos. Aquests intents d'invasió es compten entre els esdeveniments més importants de la història del Japó, i, donat el seu paper a l'imposar un límit a l'expansió dels mongols són esdeveniments crucials a la història del món en general. Molts treballs de ficció s'hi refereixen, i són els primers esdeveniments en els que s'empra el mot kamikaze o vent diví de forma generalitzada. A més, amb la possible excepció del final de la Segona Guerra Mundial, aquestes invasions fallides van ser el més proper que ha estat mai Japó de ser envaït en els, aproximadament, darrers 1.500 anys.

## Les Invasions

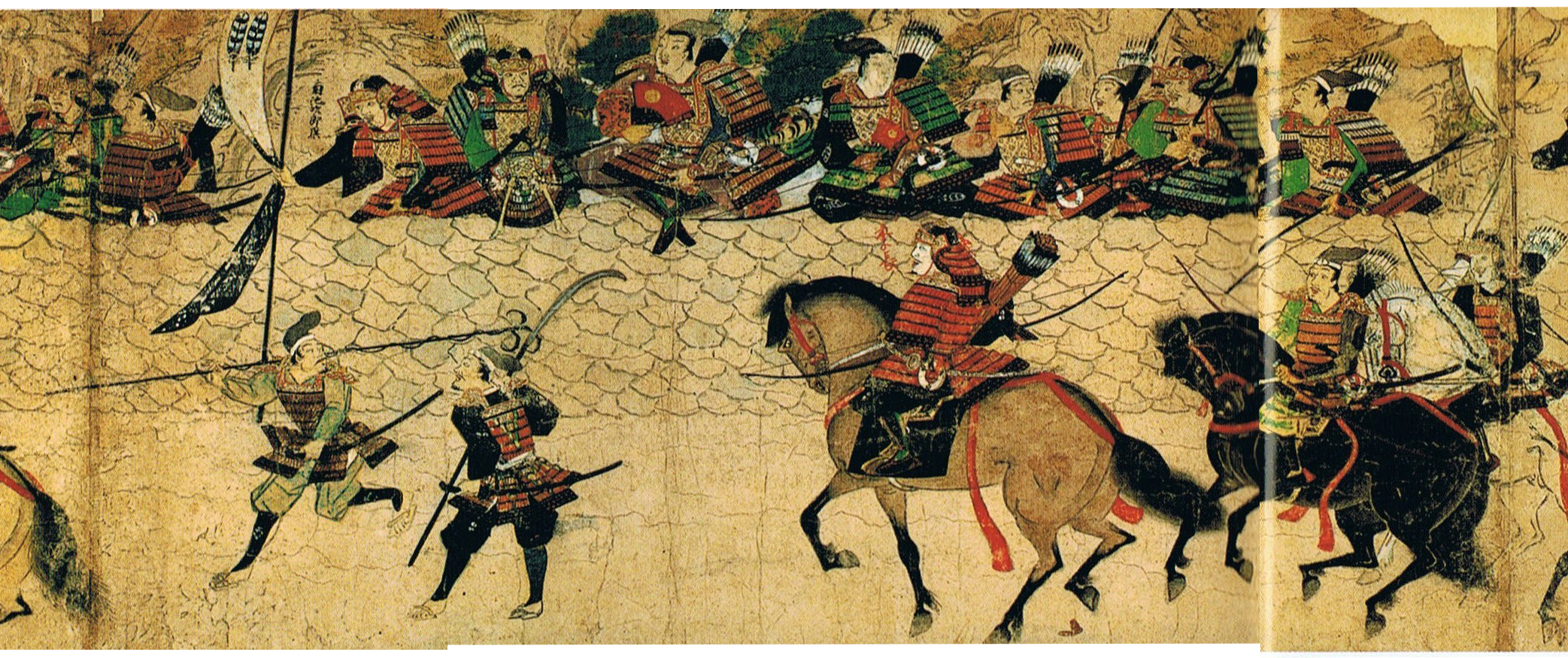
Muralla defensiva a Hakata. Moko Shurai Ekotoba, (蒙古襲来絵詞) c.1293.

Khublai Khan esdevingué emperador de la Xina l'any 1259 i va establir la seva capital a Cambaluc el 1267. Aviat Corea va ser forçada a sotmetre's al domini mongol. Dos anys després va enviar emisaris al Japó, demanant als japonesos que se sotmetessin al domini mongol, o serien envaïts. Un segon grup d'emissaris va ser enviat el 1268 i en va retornar sense resultats, igual que els seus predecessors. Els dos grups d'emissaris es van trobar amb el Chinzei Bugyō, o Comissionat de Defensa per l'Oest, que va passar el missatge al Shogun a Kamakura, i a l'Emperador del Japó a Kyoto. Es va produir un gran trànsit de missatges a través d'emissaris coreans i mongols. El bakufu va ordenar a tots els que tinguessin feus a Kyushu, la zona més propera a Corea i, per tant, la que més probablement seria atacada, tornar a les seves terres, i les forces a Kyushu que es mogueren cap a l'oest, per augmentar la seguretat als punts de desembarcament més probables. A més, s'organitzaren grans cerimònies i pregàries, i molts dels afers del govern van ser suspesos per encarar la crisi.

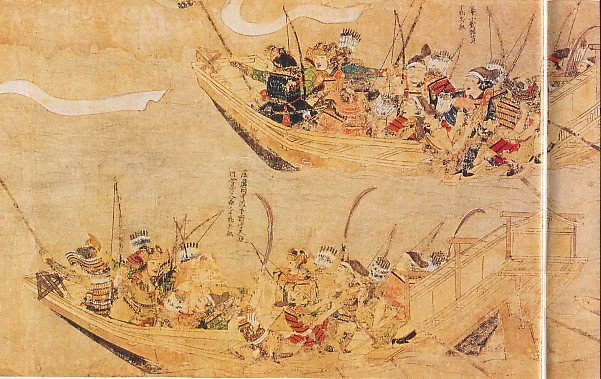
Japonesos atacant vaixells. Moko Shurai Ekotoba (蒙古襲来絵詞), vers 1293.

El Khan desitjava anar a la guerra ja el 1268, però es va trobar que els coreans no disposaven dels recursos per proporcionar-li un exèrcit o una armada suficients en aquell moment. Va enviar forces a Corea el 1273 perquè actuessin de força d'avançada, però no van poder abastir-se dels camps coreans, i van veure's forçats a tornar a la Xina a cercar subministraments. Finalment, el 1274, la flota mongol va salpar, amb tot just 15.000 soldats mongols i xinesos i 8.000 guerrers coreans, en 300 vaixells grans i entre 400 i 500 vaixells petits. Van capturar fàcilment les illes de Tsushima i Iki, i van desembarcar el 19 de novembre a la Badia de Hakata, prop de Dazaifu, l'antiga capital administrativa de Kyushu. L'endemà va tenir lloc la batalla de Bun'ei (文永の役), també coneguda com la "Batalla de la Badia de Hakata". Els mongols tenien armament i tàctiques superiors, però eren numèricament molt inferiors als guerrers japonesos que s'havien estat preparant per a l'atac durant mesos, i que havien rebut reforços tan bon punt es va saber de les pèrdues de Tsushima i Iki. Van aguantar tot el dia, i una tempesta aquella nit va persuadir als mongols de retirar-se.

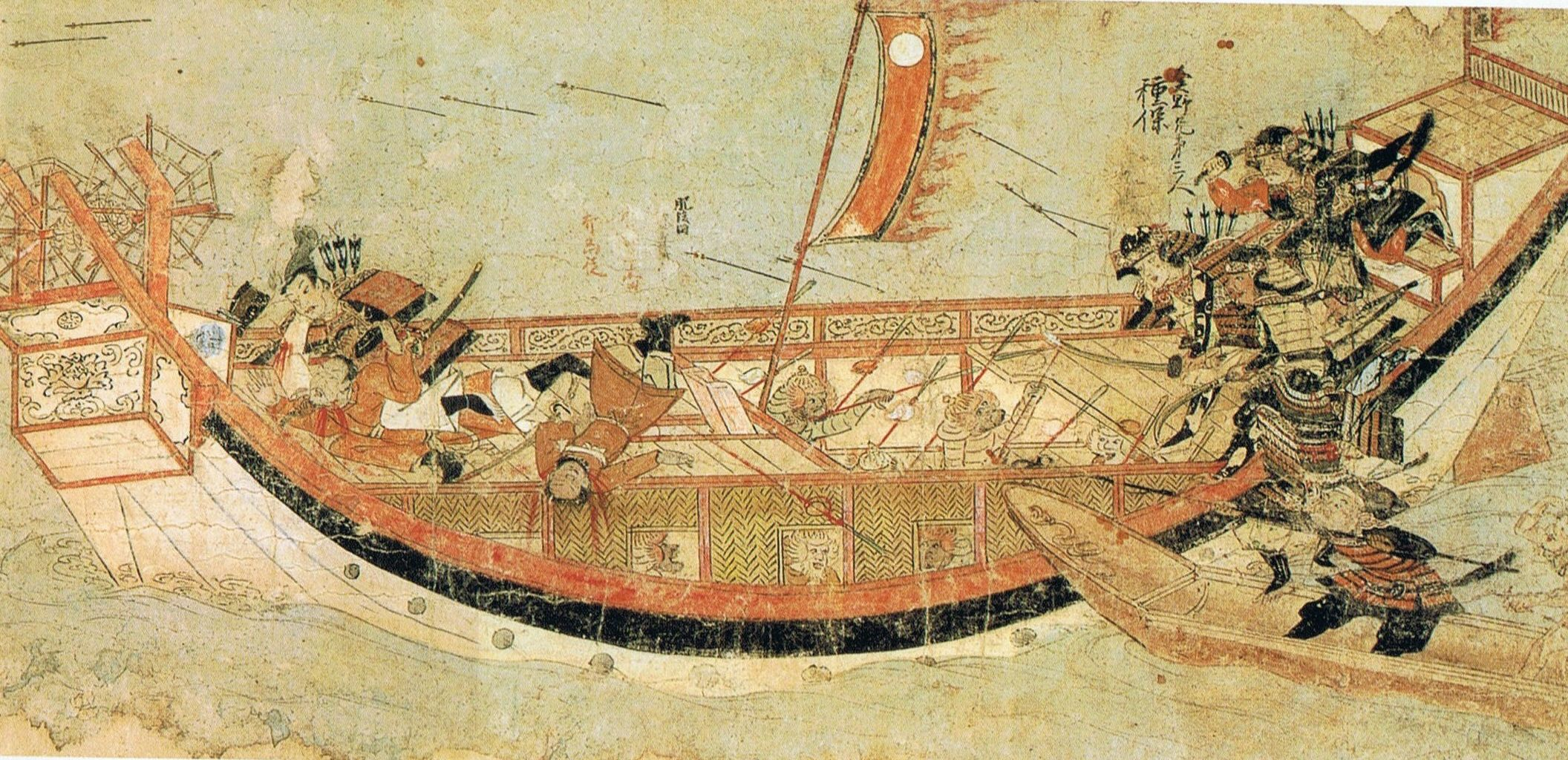
Samurais japonesos abordant vaixells mongols el 1281. Moko Shurai Ekotoba (蒙古襲来絵詞), circa 1293.

A partir de 1275, el Bakufu va fer esforços, cada cop més importants, per defensar-se de la segona invasió que estaven segurs es produiria. A més d'organitzar millor els samurai de Kyushu, van ordenar la construcció de forts i altres estructures defensives als punts de desembarcament potencials, incloent Hakata. Mentrestant, el rei de Corea provà molts cops de negociar amb els mongols per no fer nous intents d'invasió del Japó.
A la primavera de 1281 la flota xinesa va ser retardada per problemes amb els proveïments i amb pilotar el gran nombre de vaixells de què disposaven. La flota coreana va salpar, va patir grans pèrdues a Tsushima, i va fer-se enrere. A l'estiu, la flota combinada xinesa/coreana va prendre l'illa d'Iki i va avançar cap a Kyushu, desembarcant a molts punts diferents. Van tenir lloc moltes escaramusses i combats, coneguts en conjunt com la batalla de Kouan (弘安の役), o la segona Batalla de la Badia de Hakata, i les forces mongols van ser rebutjades cap als seus vaixells. El famós kamikaze, un gran tifó, va batre les costes de Kyushu durant dos dies consecutius i va destruir gran part de la flota mongol.

## Conseqüències
Khublai Khan volia tornar a envair Japó el 1286, però va trobar-se escàs de recursos per aquest intent. Al Japó, la reorganització necessària per repel·lir els mongols havia posat sota pressió l'economia i l'exèrcit, i estirat els recursos nacionals als seus límits. Els atacs també van proporcionar al bakufu amb una excusa per mantenir el seu control del país, en comptes de retornar-lo a l'emperador. Van continuar durant molts anys reforçant les defenses de Kyushu, i moltes normes i mesures militars van continuar vigents allí durant molts anys.
Malgrat que no hi ha unanimitat, molts estudiosos moderns creuen que el nombre de guerrers en els dos costats en les invasions era molt menor que el que s'ha cregut tradicionalment. Molts estudiosos també afirmen que els japonesos eren capaços de repel·lir efectivament els invasors, fins i tot sense el fortuït i famós kamikaze.